# Perizoma incarnata
Perizoma incarnata là một loài bướm đêm trong họ Geometridae.